# Kenrickodes rubidata
Kenrickodes rubidata är en fjärilsart som beskrevs av Sir George Hamilton Kenrick 1917. Kenrickodes rubidata ingår i släktet Kenrickodes och familjen nattflyn. Inga underarter finns listade i Catalogue of Life.